# Яснопольський Микола Петрович
Микола Петрович Яснопольський (1846–1920?) ,— визначний український економіст, статистик і фінансист. Започаткував першу в світі школу територіальної фінансової економетрії .

## Життєпис
Народився у Києві. 
Закінчив правничий факультет Київського університету.
Викладав політекономію в Новоолександрійському інституті сільського господарства і лісівництва, Ніженському Ліцеї князя Безбородька і на Вищих жіночих курсах при Київському Імператорському Університеті Святого Володимира. 
1889 його запрошено ординарним професором на кафедру фінансового права Київського Імператорського Університету Святого Володимира, де він працював до 1914 року.
В українському  громадському житті Яснопольський не брав активної участі, хоча був членом Старої Громади і співпрацював з такими відомими громадськими діячами, як П. Куліш, Дмитро Пильчиків, Данило Мордовець та ін.

## Наукові дослідження та праці
Деякі праці Я. мали помітний вплив на дальший розвиток укр. екон. думки, зокрема його спроби опрацювання територіального бюджету Рос. Імперії з окремим узглядненням стану в Україні. На основі аналізи прибутків і видатків територіального бюджету Рос. Імперії Я. вказував на некорисне екон. становище України і цій темі присвятив ряд праць, зокрема «О географическом распределении государственных доходов и расходов России» (т. І, 1891; т. II, 1897), що викликала значне зацікавлення у наук. колах, у тому ч. і серед укр. громадських діячів. Економіці України Я. присвятив і ряд менших праць, зокрема «Экономическая будущность юга России и современная его отсталость» («Отечественные записки», 1871) та «Об условиях торговли Юго-Западного Края и Малороссии с северозападными и в особенности польскими рынками» («Записки Имп. Русскаго Географического Общества», т. І, 1873). Я. писав також на ін. теми, пов'язані з економікою України, досліджував стан хлібної торгівлі на Правобережній Україні, розвиток зал. сполучення між Україною і Балтійським морем тощо.

### Головні праці
- О географическомъ распредѣленіи Государственныхъ доходовъ и расходовъ въ Россіи. Опытъ финансово-статистическаго изслѣдованія Н. П. Яснопольскаго. Часть 1-я. О географическомъ распредѣленіи государственныхъ расходовъ въ Россіи.— Кіевъ: Типографія Императорскаго Университета Св. Владиміра, 1890.— 236 с.
- О географическомъ распредѣленіи Государственныхъ Расходовъ Россіи. Вторая часть изслѣдованія «О географическомъ распредѣленіи Государственныхъ доходовъ и расходовъ Россіи» Проф. Н. П. Яснопольскаго— Кіевъ: Типографія Императорскаго Университета Св. Владиміра В. І. Завадзскаго, 1897.— XV+584 с.

## Родина
Син — Леонід, економіст, фахівець у галузі політичної економії, бюджетного права, статистики й економіки вугільної промисловості, дійсний член ВУАН (від 1925).